# Módulo isolador

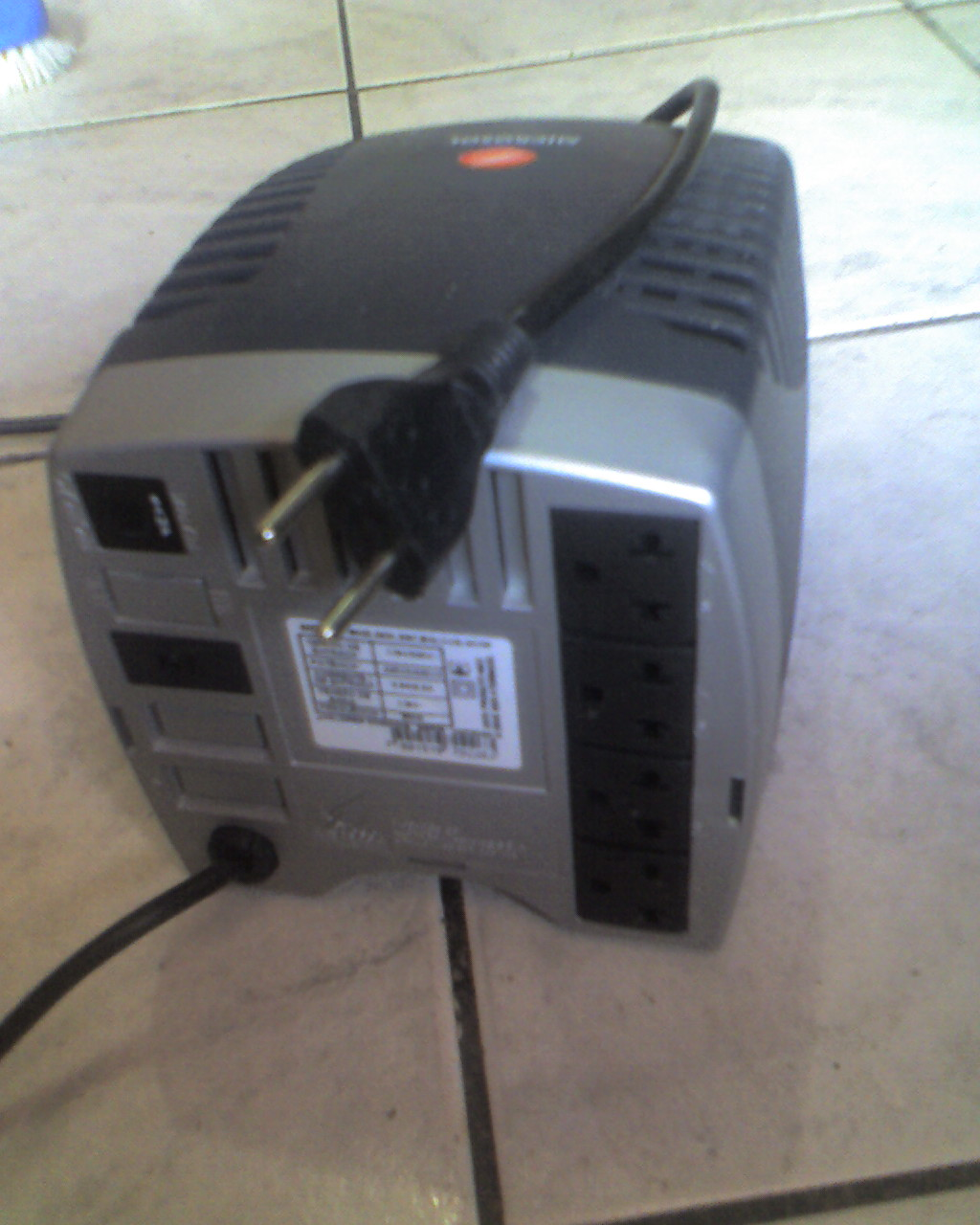
Módulo Isolador Estabilizado 440va

O Módulo Isolador do meio de aterramento é um equipamento microprocessado que, por meio de um circuito eletrônico, consegue simular aterramento a partir de uma ligação elétrica. Muito utilizado em computadores residenciais, nos quais a instalação de aterramento pode não ser um processo simples. Isto é realizado valendo-se de isolação física da rede elétrica da concessionária de energia, por meio do uso de  um transformador de isolação, cujo princípio de transferência de energia é puramente magnético. O modulo isolador é vastamente utilizado na prevenção de sobrecargas elétricas provadas pela rede (raios ou faltas de energia).
O produto foi criado em 1998 pela empresa Microsol.